# Õru
Õru è un comune rurale dell'Estonia meridionale, nella contea di Valgamaa. Il centro amministrativo è l'omonimo borgo (in estone alevik), situato presso il confine con la Lettonia.

## Località
Oltre al capoluogo, il comune comprende 8 località (in estone küla).
Killinge - Kiviküla - Lota - Mustumetsa - Õlatu - Õruste - Priipalu - Uniküla